# Richea gunnii
Richea gunnii är en ljungväxtart som beskrevs av Joseph Dalton Hooker. Richea gunnii ingår i släktet Richea och familjen ljungväxter. Inga underarter finns listade i Catalogue of Life.